# Trachylepis polytropis
Trachylepis polytropis är en ödleart som beskrevs av  George Albert Boulenger 1903. Trachylepis polytropis ingår i släktet Trachylepis och familjen skinkar. Inga underarter finns listade i Catalogue of Life.